# Músculo serrátil póstero-inferior
O músculo serrátil posterior inferior é um músculo do tórax.
Inserção Medial: Processos espinhosos da T11 à L3.
Inserção Lateral: Borda inferior e face externa da 4 últimas costelas
Inervação: 9º ao 12º nervos intercostais
Ação: Depressão das últimas costelas (ação expiratória)